# Tōson Shimazaki
Tōson Shimazaki (jap. 島崎 藤村 Shimazaki Tōson; ur. 25 marca 1872, zm. 22 sierpnia 1943), właśc. Haruki Shimazaki (jap. 島崎 春樹 Shimazaki Haruki) – japoński pisarz, poeta i nowelista, romantyk, przedstawiciel naturalizmu w literaturze japońskiej.

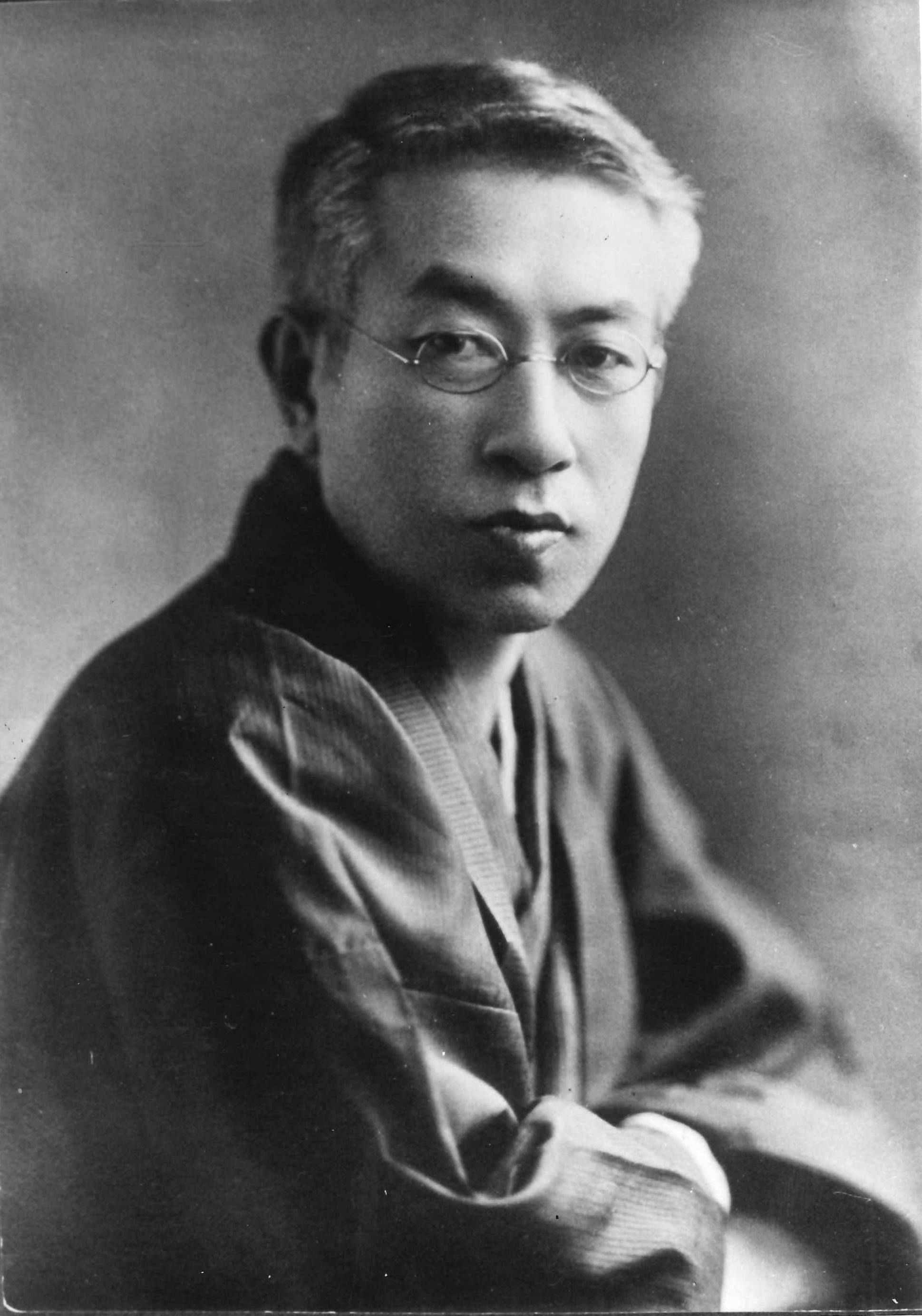
Tōson Shimazaki

Pochodził z Magome w dolinie Kiso, w prefekturze Nagano, z bogatej rodziny chłopskiej. Uczył się chińskiej klasyki pod kierunkiem ojca. W 1887 roku wstąpił do Meiji Gakuin University (Meiji Gakuin Daigaku), uczelni założonej przez misjonarzy. Tam też w 1888 roku przyjął chrzest. Temat dzieciństwa spędzonego w rodzinnych stronach i nabytych wówczas doświadczeń, szczególnie choroby umysłowej ojca oraz siostry, powracał później w jego twórczości. Po ukończeniu uczelni dołączył do redakcji magazynu literackiego Bungakukai („Świat Literatury”). Początkowo uczył w szkole żeńskiej w Sendai, jednak po skandalu obyczajowym wywołanym romansem z jedną z uczennic i samobójczej śmierci przyjaciela Tōkoku Kitamury, przeniósł się do Tokio, gdzie został nauczycielem w chrześcijańskiej szkole dla dziewcząt. Debiutował w 1897 roku utrzymanym w duchu romantycznym zbiorkiem poetyckim Wakanashū (Młoda zieleń, 1897). Po śmierci żony wdał się w kolejny skandaliczny romans, tym razem kazirodczy ze swoją siostrzenicą Komako, na skutek czego musiał wyemigrować z Japonii. Przez kilka lat mieszkał w Paryżu i Limoges, powracając ostatecznie do ojczyzny w 1916 roku. W 1935 otrzymał Nagrodę Asahi. W tym samym roku został prezesem japońskiego PEN Clubu, a w pięć lat później członkiem Cesarskiej Akademii Sztuki.
Był autorem licznych powieści i zbiorów opowiadań, m.in. Hakai (Złamany zakaz, 1906; uważana za pierwszą japońską powieść naturalistyczną), Haru (Wiosna, 1908), Ie (Rodzina, 1910), Shinsei (Nowe życie, 1918), Yoake mae (Przed świtem, 1929–1932; 1932 – druk I tomu, druk całości – 1935), Tōhō no mon (Brama na Wschód, 1943). Twórczość Shimazakiego wielokrotnie była adaptowana na sztuki teatralne i ekranizowana.